# Кретов, Павел Павлович
Па́вел Па́влович Кре́тов (род. 7 декабря 1958) — советский и российский военно-морской лётчик, Герой Российской Федерации (12.08.2000). Полковник (31.12.1996).

## Военная служба
Родился 7 декабря 1958 года в селе Тымовское Кировского района Сахалинской области. Там же окончил среднюю школу, где увлекался авиамоделированием и греко-римской борьбой.
В Вооружённых Силах СССР с августа 1976 года. В 1980 году окончил Ейское высшее военное авиационное училище лётчиков имени В. М. Комарова. С 1980 года служил помощником командира корабля — правым лётчиком 68-го авиационного спасательного отряда ВВС ВМФ СССР. С ноября 1981 года проходил службу в 846-м гвардейском морском штурмовом авиационном полку имени маршала авиации И. И. Борзова ВВС Балтийского флота: лётчик, с ноября 1982 — старший лётчик, с ноября 1983 — командир звена; с октября 1985 — начальник радиоэлектронной борьбы — старший лётчик, с сентября 1986 — начальник штаба — заместитель командира эскадрильи (аэродром Чкаловск, Калининградская область).
В декабре 1987 года был переведён на должность начальника штаба — заместителя командира эскадрильи в отдельный корабельный истребительный авиационный полк 33-го Центра боевого применения и переучивания лётного состава авиации ВМФ СССР имени Е. Преображенского (аэродром Саки, Крымская область). С января 1990 года служил командиром эскадрильи в 1063-м Центре боевого применения корабельной авиации (аэродром Саки-4). В августе 1990 года его направили учиться в академию.
В 1993 году окончил Военно-морскую академию имени Н. Г. Кузнецова. После окончания академии переведён в ВВС Северного флота в 279-й отдельный корабельный истребительный авиационный полк (дислоцировался в Североморске-3), где стал одним из лучших лётчиков российской палубной авиации. В этом полку был сначала начальником воздушно-огневой и тактической подготовки, с апреля 1994 стал заместителем командира полка по лётной подготовке, а в декабре 1996 года назначен командиром 279-го отдельного корабельного истребительного полка морской авиации. С декабря 1997 года служил заместителем командира 57-й смешанной корабельной авиационной дивизии ВВС Северного флота. С января 1999 года — старший инспектор-лётчик — заместитель начальника отдела боевой подготовки управления ВВС Северного флота. Первым из строевых лётчиков России совершил ночную посадку на палубу тяжёлого авианесущего крейсера «Адмирал флота Советского Союза Кузнецов» с последующим взлётом. Всего выполнил 170 посадок на палубу «Кузнецова».
За время службы освоил 10 типов самолётов и имеет налёт свыше 2500 часов; один из пионеров освоения боевого применения палубного истребителя четвёртого поколения Су-33, на котором первым в России выполнил дозаправку топливом в воздухе, фигуры высшего пилотажа «кобра» и «Колокол».
В одном из учебных полётов 11 мая 2000 года в районе Североморска при выполнении Павлом Кретовым каскада фигур высшего пилотажа у самолёта Су-33 произошёл отказ двигателя. После безуспешных попыток восстановить управление он катапультировался с высоты 2000 метров из самолёта, находящегося в перевёрнутом положении. Остался жив чудом — парашют раскрылся на высоте менее 200 метров. Расследование инцидента подтвердило безукоризненные действия лётчика.
За мужество и геройство, проявленные при испытании и принятии на вооружение новой авиационной техники указом Президента Российской Федерации от 12 августа 2000 года полковнику Кретову Павлу Павловичу присвоено звание Героя Российской Федерации.
С 2003 года служил в должности заместителя начальника ВВС и ПВО флота — начальника отдела боевой подготовки управления ВВС и ПВО Балтийского флота. Окончил Северо-Западную академию государственной службы (2003). С марта 2009 года полковник П. П. Кретов — в отставке.

## Биография после военной службы
Живёт в Калининграде. С апреля 2009 года работал руководителем группы организации охраны труда и промышленной безопасности калининградского филиала ООО «Газпром-флот». Одновременно продолжает активно трудиться в авиационной области, будучи ещё с 2004 года одним из руководителей авиационно-технического спортивного клуба «Гвардейский» в Калининградской области, продолжает летать на спортивных самолётах. Активно участвует в общественной деятельности: член Общественной палаты Калининградской области (с 2014 по 2016 г.), председатель регионального отделения Ассоциации Героев России. Избран депутатом Калининградской областной думы IV созыва (в сентябре 2016), в которой является первым заместителем председателя Думы и членом комитета по социальной политике.

## Награды
- Медаль «Золотая Звезда» Героя Российской Федерации № 689 (12.08.2000)
- Орден «За военные заслуги» (20.07.1997)
- Медали России и СССР.